# Babak Ghorbani
Babak Ghorbani (pers.بابك قربانی; ur. 19 marca 1989, zm. 16 listopada 2014) – irański zapaśnik w stylu klasycznym. Złoty medal na igrzyskach azjatyckich w 2010 i mistrzostwach Azji w 2010. Pierwszy w Pucharze Świata w 2011 i trzeci w Pucharze Świata w 2010. Mistrz świata juniorów z 2009 roku.